# كاترين مييه

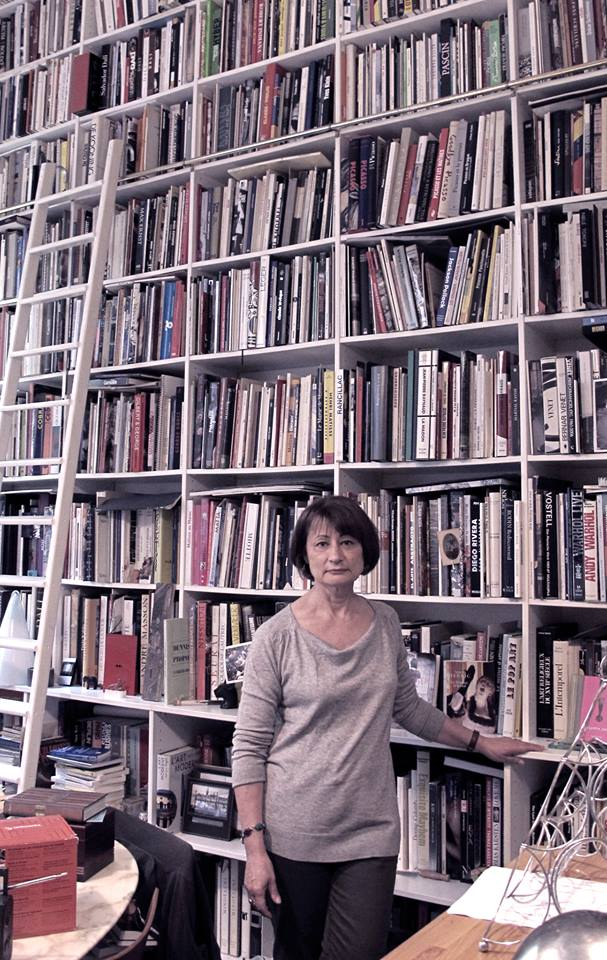
كاترين مييه في منزلها

كاترين مييه (بالفرنسية: Catherine Millet)‏ (بالفرنسية: [mijɛ]؛ ولدت في 1 إبريل 1948 في بوا-كولومب، أوت دو سين) هي كاتبة فرنسية، ناقدة فنية، أمينة، مؤسسة ومحررة مجلة آرت بريس، التي تهتم بالفن الحديث والمعاصر.

## سيرتها ذاتية
ولدت في بوا-كولومب، فرنسا، اشتهرت بتأليفها لكتاب مذكرات 2002 الحياة الجنسية لكاترين م.؛ حيث ذكرت فيه بالتفصيل حياتها الجنسية، من استمناء الطفولة إلى افتتان البلوغ بالجنس الجماعي. وصفه إدموند وايت بأنه «الكتاب الأجرأ على الإطلاق الذي يتحدث عن الجنس وتكتبه امرأة».
في عام 2008 نشرت جزءاً ثانياً بعنوان يوم معاناة، ترجم إلى الإنجليزية في عام 2009 بعنوان الغيرة: الحياة الأخرى لكاترين م.
تزوجت من الشاعر والروائي جاك هنريك.
في إبريل 2016، حازت كاترين مييه على جائزة فرانسوا موريليت من ريجين كاتين، لوران هامون وفيليب مايل. التي مُنحت خلال الأيام الوطنية للكتاب والنبيذ (Saumur)، بالشراكة مع متحف الفن المعاصر (قلعة مونسورياو) حيث تٌمنح للشخص عن التزاماته وكتاباته عن الفن المعاصر.
في ديسمبر 2017، خلال حوارها مع القناة الإذاعية الفرنسية فرانس كلتشر France Culture صرحت ب«أشعر بالأسف لعدم تعرضي للاغتصاب، لأنني يمكنني أن أثبت أنه يمكن التعافي منه».
في يناير 2018 شاركت في كتابة خطاب عام لصحيفة لو موند انتقاداً لحركة أنا أيضاً. وقعت أكثر من ألف سيدة فرنسية من بينهم الممثلة كاترين دينوف على الخطاب وقد أثار جدلاً واسعاً.

## الأوسمة
- حازت على وسام الفنون والآداب الفرنسي (2016).[7]

## روابط خارجية
- كاترين مييه على موقع مونزينجر (الألمانية)
- Books That Changed My Life PEN World Voices at the New York Public Library May 4, 2008
- Guardian Unlimited Book: Interview, Catherine Millet
- The Actual Lives of Catherine Millet and Robert Storr